# Paranyctimene
Paranyctimene is een geslacht van vleermuizen uit de familie der vleerhonden dat voorkomt op Nieuw-Guinea en nabijgelegen eilanden.

## Beschrijving
Het geslacht Paranyctimene omvat kleine soorten (vergeleken met Nyctimene), waarbij de rugstreep (vrijwel) afwezig is. Het gehemelte is relatief lang, net als de hoektanden. De voorarmlengte bedraagt 47 tot 55 mm.
Dit geslacht is zeer nauw verwant aan Nyctimene; sommigen beschouwen Paranyctimene niet als een apart geslacht, maar als een vijfde groep binnen Nyctimene.

### Soorten
Er zijn twee soorten, die qua verspreiding waarschijnlijk grotendeels overlappen:
- Paranyctimene raptor – Kleine buisneusvleerhond
- Paranyctimene tenax